# 伊萨姆·法塔赫
伊萨姆·法塔赫（Essam Abd El Fatah，阿拉伯文：‎，1965年12月30日—），身高181釐米，埃及籍裁判。
2001年1月1日，他第一次當裁判。在2003年6月8日，摩洛哥對塞拉利昂那場國際比賽，他擔任裁判。

## 外部連結
- 伊萨姆·法塔赫 （页面存档备份，存于）